# スーパーラグビー・アンロックト
スーパーラグビー・アンロックト（英語: Super Rugby Unlocked）は、スーパーラグビーの特別大会（南アフリカ地域大会）。コロナ禍でスーパーラグビーが中断していた2020年の1シーズンのみ開催された。

## 概要
2020年、コロナ禍の影響でスーパーラグビーが中断された。その後、ニュージーランド、オーストラリアに続き南アフリカでも解禁され、スーパーラグビーに代替する国内大会としてスーパーラグビー・アンロックトが10月10日から11月21日にかけて開催された。
同大会が開催されたのはこの1シーズンのみであった。その後、スーパーラグビー・アンロックトの参加チームはスーパーラグビーに復帰することはなく、シャークス、ストーマーズ、ブルズ、ライオンズの4チームは2021-22シーズンからヨーロッパに舞台を移しユナイテッド・ラグビー・チャンピオンシップに参戦することになった。
なお、同大会の直後に開催された国内リーグのカリーカップ（2020-21シーズン）では、スーパーラグビー・アンロックトの成績を合算して順位決めが行われた。

## 参加チーム
2017年以来、3シーズンぶりにチーターズがスーパーラグビーに復帰。加えて、カリーカップのメンバーであるグリクアズとピューマズが新たに参加。
- シャークス
- ストーマーズ
- ブルズ
- ライオンズ
- チーターズ
- グリクアズ
- ピューマズ

## 成績

### 2020シーズン
| 順位 | チーム       | 試合 | 勝 | 分 | 敗 | 得点 | 失点 | 得失 | 勝点 |
| ---- | ------------ | ---- | -- | -- | -- | ---- | ---- | ---- | ---- |
| 1    | ブルズ       | 6    | 5  | 0  | 1  | 178  | 92   | +86  | 23   |
| 2    | ストーマーズ | 6    | 4  | 1  | 1  | 140  | 112  | +28  | 19   |
| 3    | シャークス   | 6    | 4  | 1  | 1  | 128  | 122  | +6   | 19   |
| 4    | チーターズ   | 6    | 3  | 1  | 2  | 126  | 106  | +20  | 17   |
| 5    | ライオンズ   | 6    | 1  | 2  | 3  | 119  | 103  | +16  | 12   |
| 6    | ピューマズ   | 6    | 1  | 1  | 4  | 119  | 179  | -60  | 7    |
| 7    | グリクアズ   | 6    | 0  | 0  | 6  | 123  | 219  | -96  | 3    |